# Rhexipanchax kabae
Rhexipanchax kabae är en fiskart som först beskrevs av Jacques Daget 1962.  Rhexipanchax kabae ingår i släktet Rhexipanchax och familjen Poeciliidae. IUCN kategoriserar arten globalt som sårbar. Inga underarter finns listade i Catalogue of Life.